# 米国民政府裁判所
米国民政府裁判所（べいこくみんせいふさいばんしょ、US Civil Administration Courts）は、アメリカ施政権下の沖縄において、米国民政府が1972年の沖縄返還まで設置していた裁判所。
1955年に従来の軍政府裁判所を改組したものである。上級審として「米国民政府上訴審裁判所」、下級審として「米国民政府刑事裁判所」「米国民政府民事裁判所」が設置された。布告・布令に違反したり、特に必要と認める事件について裁判権を行使した。また、米国民政府上訴審裁判所は、法令の範囲内で、琉球民裁判所に審理のやり直しを命じることができた。
アメリカ式の裁判所であるため、第1審の刑事裁判所や民事裁判所では陪審制が採用されており、懲役100年といった日本の刑法では考えられない量刑が科されることもあった。

## 陪審

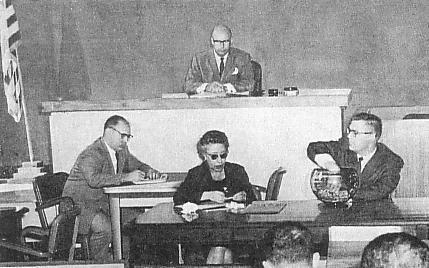
米国民政府裁判所で行われた陪審員の抽選

詳細については陪審制#アメリカ統治下にあった沖縄県を参照のこと。 